# Pfarrkirche Guter Hirte (Innsbruck)

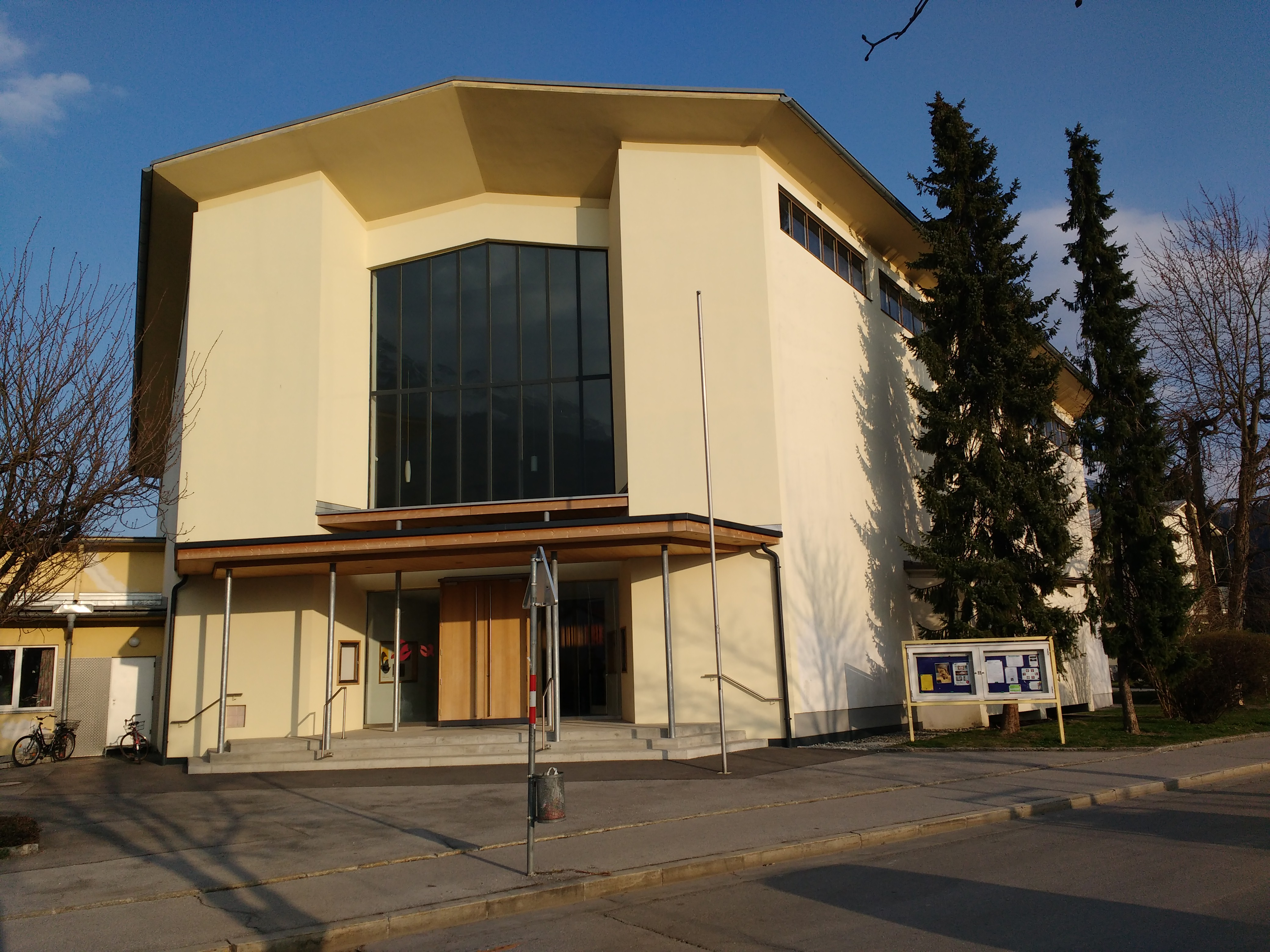
Pfarrkirche Guter Hirte von Westen

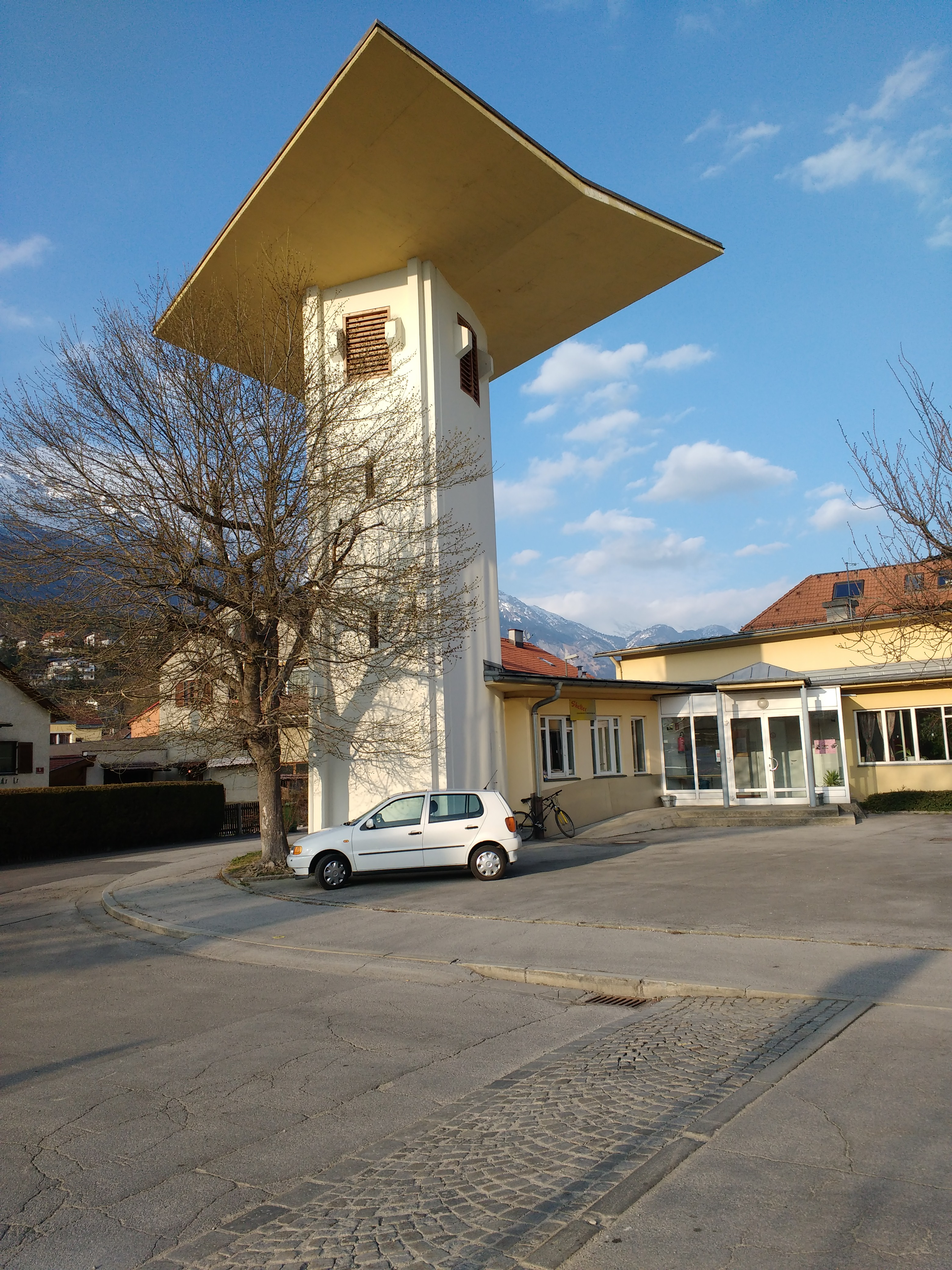
Glockenturm

Die römisch-katholische Pfarrkirche Guter Hirte, auch Heiligjahrkirche, steht am Fürstenweg im Stadtteil Höttinger Au in Innsbruck. Die dem Patrozinium Guter Hirte unterstellte Pfarrkirche gehört zum Dekanat Innsbruck in der Diözese Innsbruck. Die Kirche und der freistehende Kirchturm stehen unter Denkmalschutz (Listeneintrag).

## Geschichte
Bereits 1934 plante der Kirchenbauverein St. Josef-St. Georg die Errichtung einer Kirche am Fürstenweg in der westlichen Höttinger Au, was durch den „Anschluss“ Österreichs und die zwangsweise Auflösung des Vereins verhindert wurde. Nach dem Zweiten Weltkrieg begann die Bebauung des Gebietes mit Wohnhäusern, was den Bedarf eines Seelsorgezentrums erhöhte. Nach dem Bau der Gießensiedlung 1948/49 und der benachbarten Heilig-Jahr-Siedlung 1950/51 wurde 1952 zunächst eine Baracke als Notkirche errichtet, aber schon bald mit der Planung eines Pfarrzentrums begonnen. Dieses wurde in Etappen von 1956 bis 1959 nach den Plänen des Architekten Karl Haas erbaut, zuerst das Jugendheim mit dem Pfarrsaal, dann die Kirche und zum Schluss das Pfarrhaus. Den Grundstein der Kirche legte am 14. Juli 1957 Diözesanbischof Paulus Rusch. Als der frei stehende Kirchturm als Rohbau mit einer Höhe von 28 Metern errichtet war, ergab eine Änderung der Vorschriften der Flugsicherung für den Flughafen Innsbruck eine maximale Gebäudehöhe von 18 Metern, nach langen Verhandlungen erwarb die Flughafengesellschaft den Turm, brach diesen ab, und errichtete einen neuen Turm mit einer Höhe von 13 Metern.
1957 wurde auf dem zur Pfarre Mariahilf gehörenden Gebiet das Pfarrvikariat Guter Hirte errichtet, das im Jahr 1986 zur Pfarre erhoben wurde.

## Architektur und Ausstattung

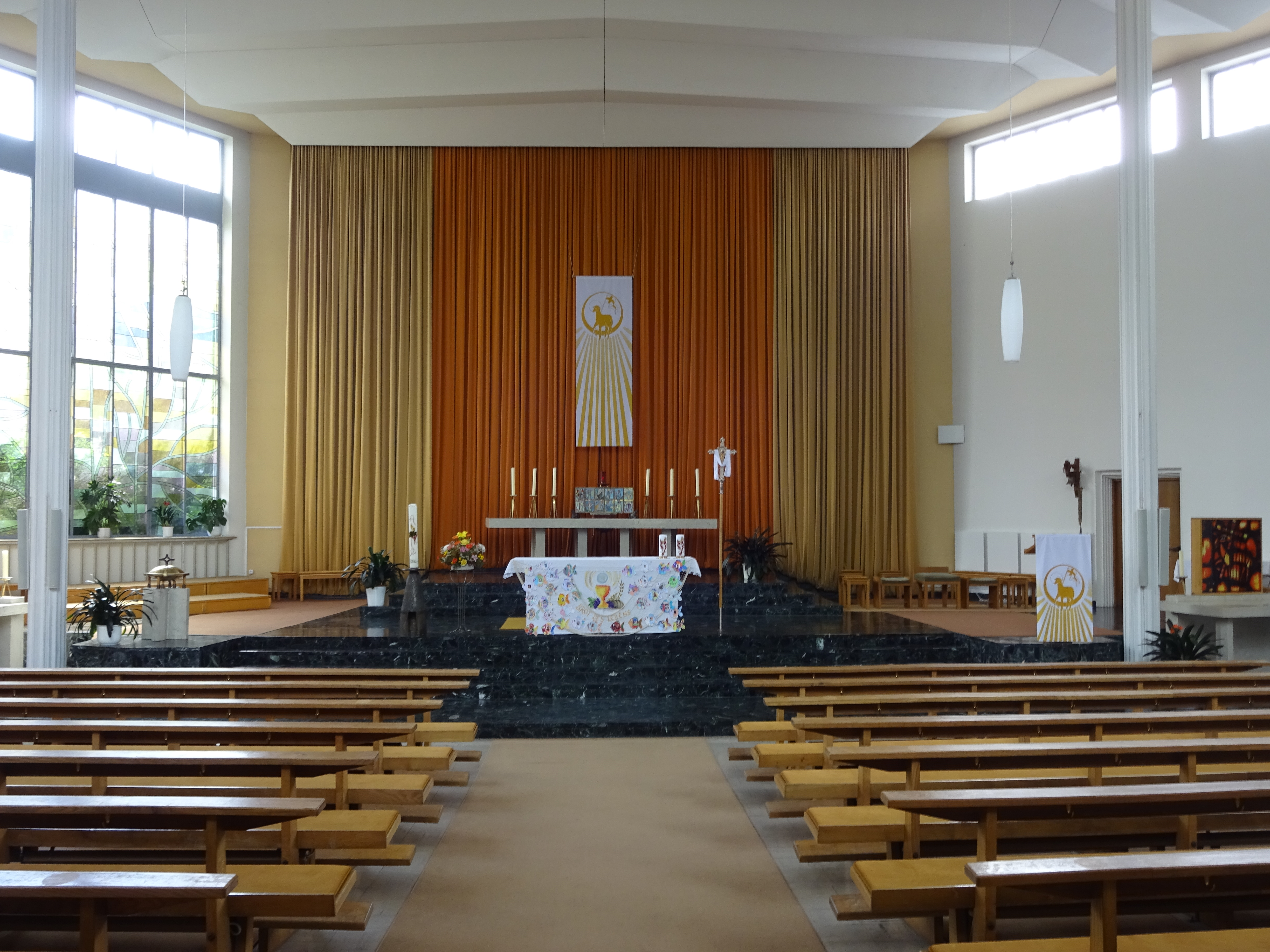
Blick zum Altarraum

Der zentralisierende Bau ist eine Stahlbetonkonstruktion mit Füllmauerwerk über sechseckigem Grundriss. Die Kirche wird im Norden und Süden von niedrigen Anbauten (Pfarrhaus und Jugendheim) flankiert. Der Hauptfassade im Westen ist ein kleiner Platz vorgelagert, den nördlichen Abschluss diese Platzes bildet der freistehende Glockenturm mit einem breit auskragenden Grabendach. Die Kirche ist mit einem flachen, gegen Osten abfallenden Satteldach gedeckt. 
Der hohe, stark durchlichtete Innenraum fällt vom Eingang zum bühnenhaft gestalteten Altarraum im Südosten ab. Dadurch und durch den breiten Mittelgang vom Eingangsbereich zum Altarbereich erweckt der zentralisierende Raum dennoch den Eindruck einer Wegkirche. Die östliche Wand links des Altarbereichs besteht aus einem deckenhohen Fenster. Die Faltdecke aus Gipsstuck wird von vier schmalen Rundpfeilern gestützt. Unter der Empore im Nordwesten befindet sich ein verglaster Windfang, flankiert vom Emporenaufgang im Norden und der Taufkapelle im Süden.
Der breite Tabernakel auf dem Altar wurde von Fred Hochschwarzer entworfen und vom Goldschmid Grießer aus Innsbruck ausgeführt. Er zeigt im Emailzellentechnik die vier Erzengel, Abraham und Isaak, den Mannasegen, die Wundersame Brotvermehrung und das Letzte Abendmahl. Das  Bronzekreuz darüber schuf Hanna Koller aus Kitzbühel.

## Orgel
Die elektronische Orgel baute Orgelbau Ahlborn 1997. Sie hat 42 Register auf zwei Manualen und Pedal.
Disposition
| Hauptwerk C–c4 |        |
| Prinzipal      | 16'    |
| Prinzipal      | 08'    |
| Rohrflöte      | 08'    |
| Unda Maris     | 08'    |
| Oktave         | 04'    |
| Spitzflöte     | 04'    |
| Quinte         | 02 ⁄3' |
| Superoktave    | 02'    |
| Superquinte    | 01 ⁄3' |
|                |        |
| Mixtur IV      |        |
| Zimbel III     |        |
| Fagott         | 16'    |
| Trompete       | 08'    |
| Trompete       | 04'    |

| Schwellwerk C–c4 |         |
| Quintatön        | 16'     |
| Gedackt          | 08'     |
| Gamba            | 08'     |
| Vox Celeste      | 08'     |
| Prinzipal        | 04'     |
| Gemshorn         | 04'     |
| Nasard           | 02 ⁄3'  |
| Oktave           | 02'     |
| Blockflöte       | 0 2'    |
| Terz             | 01⁄3<5' |
| Piccolo          | 01'     |
| Scharff IV       |         |
| Regal            | 16'     |
| Krummhorn        | 08'     |
| Oboe             | 08'     |
| Tremulant        |         |

| Pedal C–f1      |     |
| Prinzipalbass   | 16' |
| Subbass         | 16' |
| Oktavbass       | 08' |
| Gedecktbass     | 08' |
| Oktave          | 04' |
| Offenflöte      | 04' |
| Nachthorn       | 02' |
| Mixtur VI       |     |
| Contra Bombarde | 32' |
| Posaune         | 16' |
| Trompete        | 08' |
| Schalmei        | 04' |

- Koppeln: I/P, II/P als Wippen, Handpistons und Fusspistons.
- Spielhilfen: Crescendoschweller; Plenum Hauptwerk, Plenum Schwellwerk; Zungen ab; Mixturen ab; Tutti als Fusspistons; Setzerkombination; Transpositionsregler.